# آلماندوبل
آلماندوبل (به لاتین: Allmendhubel) یک کوه در سوئیس است که در Interlaken-Oberhasli administrative district واقع شده‌است. آلماندوبل ۱٬۹۳۲ متر بالاتر از سطح دریا واقع شده‌است.